# Браун, Фрида
Фрида Браун (9 июня 1919 — 26 мая 2009) — австралийская политическая активистка, была членом Коммунистической партии Австралии. Браун — единственная австралийская женщина, удостоенная Ленинской премии мира, которая была вручена ей в 1977—1978 годах. Её дочь, Ли Рианнон, была членом Австралийской партии Зеленых в сенате Австралии и Законодательном Совете Нового Южного Уэльса.

## Биография
Фрида Браун родилась в Сиднее. В 1936 году она вступила в ряды Коммунистической партии Австралии. Перед тем как стать журналисткой на радио «Radio Times», она работала в семейном бизнесе по производству вывесок, затем Браун работала в различных профсоюзных газетах, связанных с коммунистами. В 1943 году она вышла замуж за Билла Брауна, лидера коммунистического движения в Австралии.
После Второй мировой войны Фрида Браун вступила в новую ассоциацию домохозяек, которая позже трансформировалась в союз женщин Австралии, коммунистический фронт, в конечном итоге она стала его президентом. Она сыграла ключевую роль в праздновании Организацией Объединённых Наций Международного женского года в 1975 году. Браун работала в Международной демократической федерации женщин и в 1975 году в Восточном Берлине она была избрана президентом её конгресса. Она занимала эту должность вплоть до 1989 года, когда на фоне падения социалистических режимов в Восточной Европе её сместили с поста.
С 1968 по 1972 год Браун была членом центрального комитета коммунистической партии Австралии.
В 1971 году её муж Билл был исключён из Коммунистической партии, которая осудила его за то, что он был членом фракции, которая осталась верной СССР после вторжения в Чехословакию в 1968 году. После этого Билл и Фрида примкнули к Социалистической партии, ориентированной на Советский Союз.
Фрида Браун был героиней программы «австралийская биография», которая была показана 15 ноября 1996 года.
8 марта 2004 года, в Международный женский день, 85-летняя Браун была отмечена правительством Южной Африки за работу против апартеида на церемонии в Йоханнесбурге, посвящённой 10-й годовщине его окончания. В 1970-х — 80-х годах, когда работала в Международной демократической федерации женщин, она тесно сотрудничала с женской партией Африканского национального конгресса.
26 мая 2009 года Фрида Браун ушла из жизни, ей было 90 лет.